# Chordodes corderoi
Chordodes corderoi är en tagelmaskart som beskrevs av Carvalho 1946. Chordodes corderoi ingår i släktet Chordodes och familjen Chordodidae. Inga underarter finns listade i Catalogue of Life.